# Concept d'autonomie
Le concept d’autonomie ressortit aux sciences de l’action humaine[pas clair]. Il est voisin de celui de dépendance et de celui de liberté. Dans la plupart des situations sociales, le concept d’autonomie débouche sur celui de stratégie.
Il a fait l’objet de nombreuses réflexions en philosophie depuis les Grecs, et plus récemment dans les sciences des systèmes. En sciences de gestion, il est plutôt abordé comme un problème dans les organisations.
L’un des grands défis scientifiques est la possibilité de mesurer l’autonomie. Son degré de puissance se révèle lors d’une action.

## Histoire
Pour les philosophes grecs, l’autonomie est vue comme la capacité de se régir selon ses propres lois (Thuricide, Xénophon) ; elle est synonyme d’autarcie ou d’autosuffisance. Les stoïciens réduisent l’autonomie au jugement sous une obligation de permanence (loi de Dieu, de la Nature). La philosophie des Lumières autonomise la raison, désormais suffisante pour la connaissance sans obligation de permanence. E. Kant en sera la porte-parole le plus éminent, ainsi qu’à sa manière à la même époque Adam Smith pour qui du conflit émerge l’autonomie du sujet. La philosophie morale et sociologique contemporaine « totémise » la personnalité : le concept d’autonomie est  réduit à une idéologie individualiste, concept dès lors bien adapté aux sociétés néo-libérales. L’hétérodoxe C. Castoriadis se détache de cette vision : l’autonomie est « la domination du conscient sur l’inconscient » due au projet politique, lui-même projet d’autonomie dans la société.
Le courant cybernétique connaît son apogée durant la guerre 1939 – 1945 (à la suite des polémiques virulentes entre Von Neumann et Weiner) et se prolongera sur plus de quatre décennies : Francisco Varela montrera que les positions ne sont pas en fait irréconciliables : un système se constitue à partir de processus coopératifs qui engendrent des invariants avec ses propres significations (récursivité), instituant ainsi une clôture « qui n’est pas fermeture ». Vendryes, Lorigny, Edgar Morin, Miermont, prolongeront la réflexion de la dialectique autonomie / hétéronomie. L’une des grandes applications est le système multi-agents (SMA) en informatique et l’architecture d’agents BDI (beleif-Desire-Intention), utilisée en particulier dans le domaine militaire.

## Autonomie et Action
Une action est un ensemble d'actes orientés par un objectif, un but. L'acte apparaît alors comme "l'atome" qu'il convient d'analyser. L'exécution d'un acte n'est effective pour un individu, à un instant t, que sous deux conditions concomitantes: qu'il accepte de le réaliser, qu'il en a le pouvoir. La première condition provient du système culturel de l'individu : un ensemble de valeurs jugé globalement cohérent qui se lie à l'acte par un jugement circonstancié (instant t). La seconde condition est la capacité d'utiliser un ensemble de moyens (connaissances, moyens matériels) ayant pour effet d'exécuter concrètement l'acte. On définira l'autonomie d'un acte comme celui à la fois accepté et possible à un instant t. Par abus d'écriture, on dira que l'individu qui exécute un tel acte est autonome vis-à-vis de cet acte (ou un ensemble d'actes tous acceptés et possibles).
L'autonomie est donc intrinsèque à chaque individu (ou groupe d'individus homogènes vis-à-vis d'un même système de valeurs et d'un même système de moyens).

## But, variation de l’autonomie et dépendance
Quel est l'objet d'un but ? De faire varier son autonomie, c'est-à-dire de modifier son système de valeurs et / ou son système de moyens. Dès lors, deux types de situations peuvent apparaître. Soit cette modification de l'autonomie de l'individu n'entraîne aucune réaction d'autres personnes (par indifférence ou inexistence), et dans ce cas cette modification de l'autonomie peut être nommée "liberté". Soit cette modification induit celle de l'autonomie d'autrui qui peut réagir positivement ou négativement. Dans ce cas, l'individu devra prendre en compte les réactions probables d'autres personnes : c'est la dépendance de l'individu à son environnement social. Alors que l’autonomie est intrinsèque à l’individu, la dépendance est par essence une relation sociale : il s’agit de deux concepts qu’il convient de distinguer radicalement. La dépendance n’est pas le contraire de l’autonomie, et l’indépendance n’est pas synonyme d’autonomie (l’indépendance exprime dans ce cas l’inexistence de relations sociales). L’autonomie peut côtoyer la dépendance, la non-autonomie d’un individu n’induit pas sa dépendance qui n’apparaît alors que s’il existe une ou des personnes aptes à entrer eux-mêmes en dépendance avec lui. 

## Autonomie, dépendance et stratégie
Pour un individu, la forme projetée de l’action choisie pour accomplir la variation de son autonomie en fonction du but, en tenant compte des dépendances, n'est rien d'autre qu’une modalité de la stratégie. Celle-ci repose sur un seuil critique de volonté et de capacité. Si le seuil critique est jugé suffisant, alors la forme projetée correspond à une stratégie solitaire (liberté d’action). Si en revanche le seuil est insuffisant, alors une stratégie de dépendance à autrui devient nécessaire : elle peut prendre les formes organisationnelles d’inclusion dans un réseau ou dans une filière, d’alliance, de fusion …
Les concepts d'autonomie, de dépendance et de stratégie forment le triptyque des sciences de l'action. Ils concernent donc toutes les activités humaines, en particulier dans les processus économiques de production dans lesquels les types d’organisation choisis sont les reflets du triptyque.

## Mesure de l’autonomie
La mesure de l’autonomie doit prendre en compte à la fois l’acceptation/non-acceptation culturelle et le pouvoir / non-pouvoir de l’individu sur des actes.
L’acceptation/non acceptation peut être mesurée comme suit [2] : soit à un instant t un ensemble de valeurs V1, …, Vn  formant système (c'est-à-dire une matrice carrée [V] dont les éléments représentent les niveaux de synergie ou de contradiction entre ces valeurs) ; soit une matrice carrée diagonale [λ] dont les éléments représentent la hiérarchie des importances de ces valeurs. Le niveau de cohésion des valeurs culturelles réveillées par les actes à accomplir, c'est-à-dire le degré d’incertitude/certitude culturelle, peut être mesuré par le produit des deux matrices [λV].  Par ailleurs, chaque valeur, indépendamment de son importance, accepte ou rejette plus ou moins fortement les actes A1, …, Ap à accomplir : ces degrés d’acceptation/rejet sont recensés dans une matrice [VA]. Cependant, chaque acte est influencé non seulement par chaque acte, mais aussi par le fait que chacun de ces actes est inclus dans le système de valeurs et de leur importance respective ; L’influence culturelle globale sur les actes est donc représentée par le produit des matrices [λV]*[VA]. On en déduit que le degré de volonté Evh d’accomplissement / non-accomplissement  de chaque acte Ah est représenté par la somme des influences globales sur cet acte (somme de la colonne Ah). Le montant de Evh indique la puissance culturelle d’acceptation ou de rejet de l’acte Ah.
Un raisonnement similaire est acceptable pour la mesure des capacités d’exécution des actes : cette capacité est fondée sur un ensemble de moyens reliés entre eux pour la circonstance de l’action, formalisable par une matrice carrée [M] ; le degré de maîtrise de chaque moyen par l’individu peut être représenté par une matrice carrée diagonale [ω]. Il s’ensuit que les capacités d’utilisation des moyens sont mesurés par le produit des deux matrices [ωM]. Chaque acte Ah est réalisable ou non avec un ou des moyens à disposition. Les effets directs de ces moyens sur les actes peuvent être représentés par une matrice [MA]. Ainsi l’effet global de chaque moyen inclus dans son système sur les actes est ainsi représenté par le produit  [ωM]* [MA]. On en déduit que la puissance d’exécution d’un acte Ah correspond à la somme des effets globaux des moyens Evm sur cet acte.
Ainsi chaque acte est affublé de deux mesures Evh et Evm et peut être positionné sur un plan. Seuls les actes pour lesquels Evh et Evm sont simultanément positifs sont autonomes.